# تل زيدان
تل زيدان هو موقع أثري يقع على بعد 10 كيلومترات من شرق مدينة الرقة الحديثة في سوريا.

## الموقع
يمتد تل زيدان على مساحة 12.5 هكتارًا مع امتداد نهر بليخ، والذي ينتهي عند مصبه، كما يقع بالقرب من نهر الفرات. يضُم الموقع ثلاثة تلال كبيرة تقع على الضفة الشرقية لنهر البليخ، وشمال نقطة التقائه بنهر الفرات، وتقع على بعد حوالي 5 كيلومترات (3.1 ميل) شرق مدينة الرقة السورية، أحدها تل كبير يقع في الجنوب ويصل ارتفاعه إلى 15 مترًا، ويطُلّ على مدينة سفلية واثنين من الجبال الصغيرة، أما التل الثاني فيقع في الشمال، بينما يقع التل الثالث في جهة الشمال الغربي. ويندرج موقع تل زيدان ضمن المنطقة التاريخية المعروفة باسم بلاد ما بين النهرين وهما نهري دجلة والفرات.

## لمحة تاريخيّة
ورد ذكر منطقة تل زيدان في كتابات عالم الآثار البريطاني ماكس مالوان في أواخر ثلاثينيّات القرن العشرين، ثُم تولى الأثري الهولندي موريتس فان لون عمليّات المسح الأثري الإقليمي للموقع ولوادي باليخ بشكل منهجي في عام 1983.

### في الحرب الأهلية السورية
تعرض جزء من موقع تل زيدان للنهب خلال الحرب الأهلية السورية في عام 2011.

## الحفريات الأثرية
بدأت عمليات التنقيب في منطقة تل زيدان في عام 2008 ضمن مشروع البحث الأثري السوري الأمريكي المشترك، والذي أجري على عدة مراحل، وكانت البعثة السورية الأمريكية المشتركة قد بدأت عملها في المرحلة الأولى في 25 يوليو (تموز) 2009، واستمر العمل لشهرين كاملين عُثر خلالهما على أربعة توابيت فخاريّة مزينة ببعض الزخارف البدائيّة، كما عُثر على عدد من الجرار والقوارير الفخاريّة، والتي يرجح أنها تعود إلى العصر الروماني، وقد نُقلت جميع المكتشفات إلى المتحف الوطني لمدينة الرقة. وفي المرحلة الثانية من عمليّات التنقيب، عثرت البعثة على قطع فخارية وأختام تعود إلى الألفين السادسة والخامسة قبل الميلاد، وقطع أثرية أخرى تدلّ على أنّ تل زيدان كان يقع في السابق ضمن مدينة توتول في السابق، وتوتول هو الاسم السابق لمدينة الرقة، وبالتالي تُشير القطع المكتشفة إلى أن تاريخ مدينة الرقة يمتد إلى ما يقرب من 7800 عام.